# The Mole People (film)

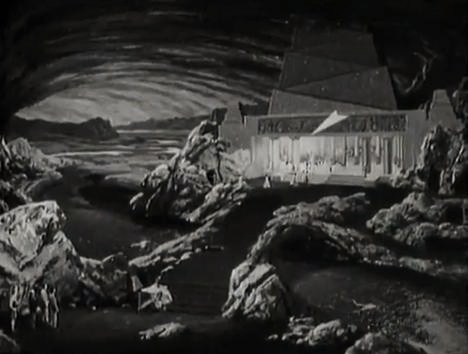
Imagine din film

The Mole People (cu sensul de Oamenii cârtiță) este un film SF american din 1956 regizat de Virgil Vogel. În rolurile principale joacă actorii John Agar, Cynthia Patrick, Hugh Beaumont, Nestor Paiva.

## Prezentare
O echipă de arheologi descoperă rămășițele unui mutant de 5000 de ani din civilizația sumeriană aflat sub un ghețar din vârful unui munte din Mesopotamia.

## Actori
| Actor           | Personaj               |
| --------------- | ---------------------- |
| John Agar       | Dr. Roger Bentley      |
| Cynthia Patrick | Adad                   |
| Hugh Beaumont   | Dr. Jud Bellamin       |
| Alan Napier     | Elinu, the High Priest |
| Nestor Paiva    | Prof. Etienne Lafarge  |
| Phil Chambers   | Dr. Paul Stuart        |
| Rodd Redwing    | Nazar                  |